# Строганов, Сергей Александрович
Граф Сергей Александрович Строганов (9 января 1852 — 18 апреля 1923) — последний представитель знаменитой семьи меценатов, коллекционеров и заводчиков. Капитан 1-го ранга, порховский уездный предводитель дворянства.

## Биография

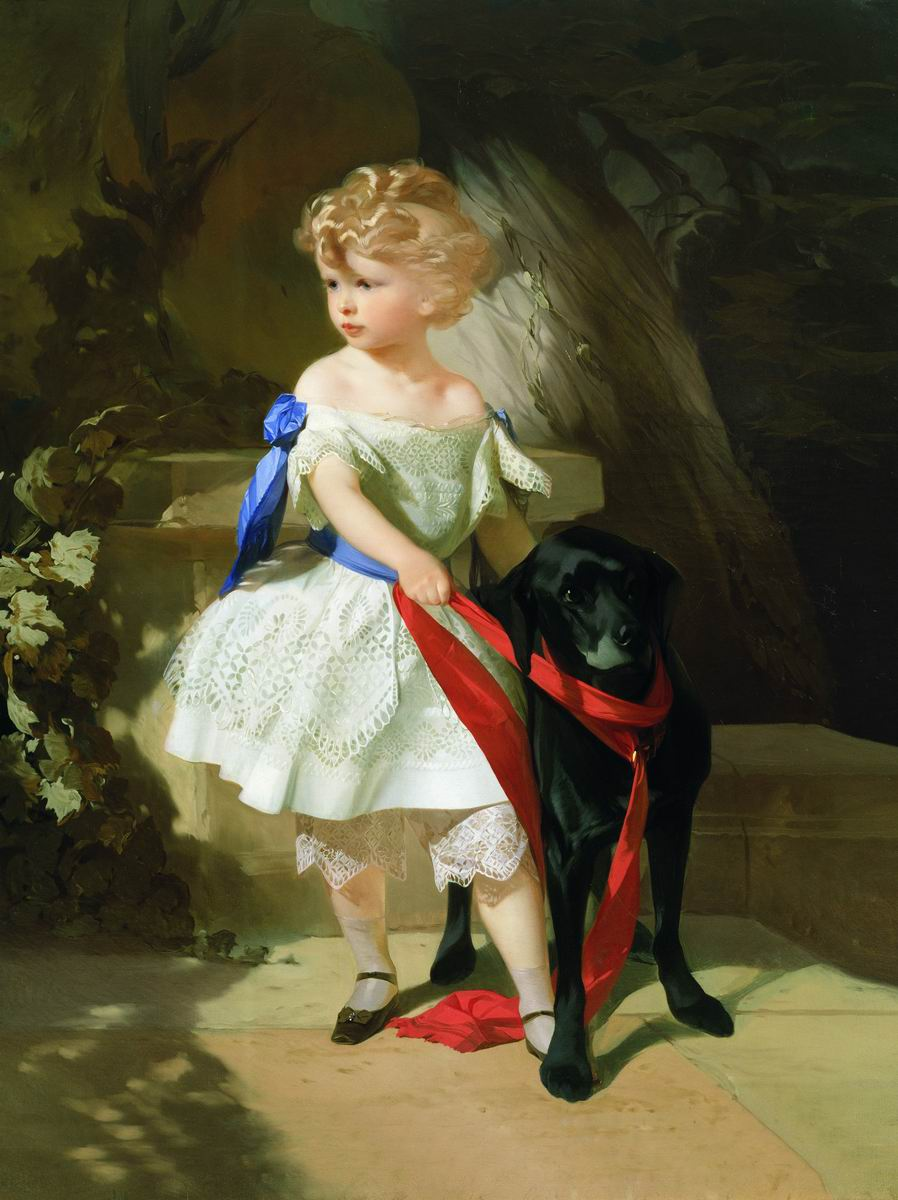
Девочка с собакой. 1860-е. ГРМ. Художник И. К. Макаров

Сын егермейстера графа Александра Сергеевича Строганова (1818—1864) от его брака с Татьяной Дмитриевной Васильчиковой (1823—1880). По отцу внук С. Г. Строганова: по матери — Д. В. Васильчикова. Одна из его сестер княгиня Ольга Щербатова. Родился в Петербурге, крещен 3 февраля 1852 года в церкви Главного придворного госпиталя при восприемстве императора Николая I и великой княгини Екатерины Михайловны.
Закончил Санкт-Петербургский университет и Морской корпус. Для получения офицерского звания совершил плавание на своей яхте «Заря» к берегам Америки (1876). Принял участие в Русско-турецкой войне 1877—1878 годов и получил крест св. Георгия. Активный участник создания Добровольного флота. В 1882 году от деда унаследовал нераздельное имение Строгановых, включавшее Кувинский, Кыновской, Уткинский, Билимбаевский, Добрянский, Софийский, Павловский, Очерский заводы и 925 тысяч десятин уральских лесных дач. Вышел в отставку в звании лейтенанта.

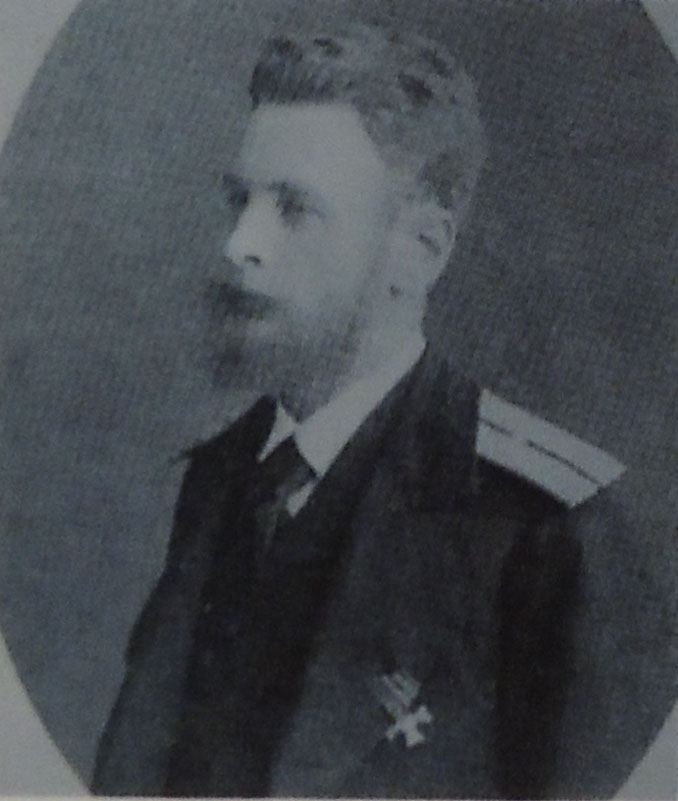
Граф Сергей Строганов

Значительное время проводил в имении Волышово, где увлекался охотой. Принимал активное участие в деятельности Общества поощрения полевых достоинств охотничьих собак, будучи, наряду с великим князем Николаем Николаевичем младшим, князем П. П. Голицыным и князем Б. А. Васильчиковым среди его организаторов и издателей журнала «Охота». Построил на собственные средства в Коломягах (вблизи Петербурга) стадион для садков охотничьих собак. На Кавказе основал, ныне существующий, Терский конный завод, целью которого было выведение охотничьей лошади. Ввёз некоторое количество элитных арабских скакунов и маток.
Овдовев в 1884 году, два года безвыездно жил в имение Выбити, где проводил дни у могилы жены. После уехал в свои пермские железные заводы и занимался благосостоянием рабочих, выстроил школы, больницы. В конце 1880-х годов вместе с сестрой Ольгой и её мужем совершил несколько путешествий. Они посетили арабский Восток, Индию, Цейлон, Сингапур и Яву, на лошадях пересекли Сирийскую пустыню. Свои впечатления они отразили в книге «Верхом на родине бедуинов в поисках за кровными арабскими лошадьми (2600 верст по Аравийским пустыням в 1888 и 1900)».
В 1904 году в период русско-японской войны на собственные средства приобрел в Германии пароход, который был переоборудован в воздухоплавательный крейсер «Русь», первый российский аэростатоносец. После его неудачной эксплуатации и продажи на вырученные средства основал премию для нижних чинов за сочинение произведений на патриотическую тему. Владелец нескольких железоделательных заводов на Урале, всячески противился их преобразованию в акционерные общества.

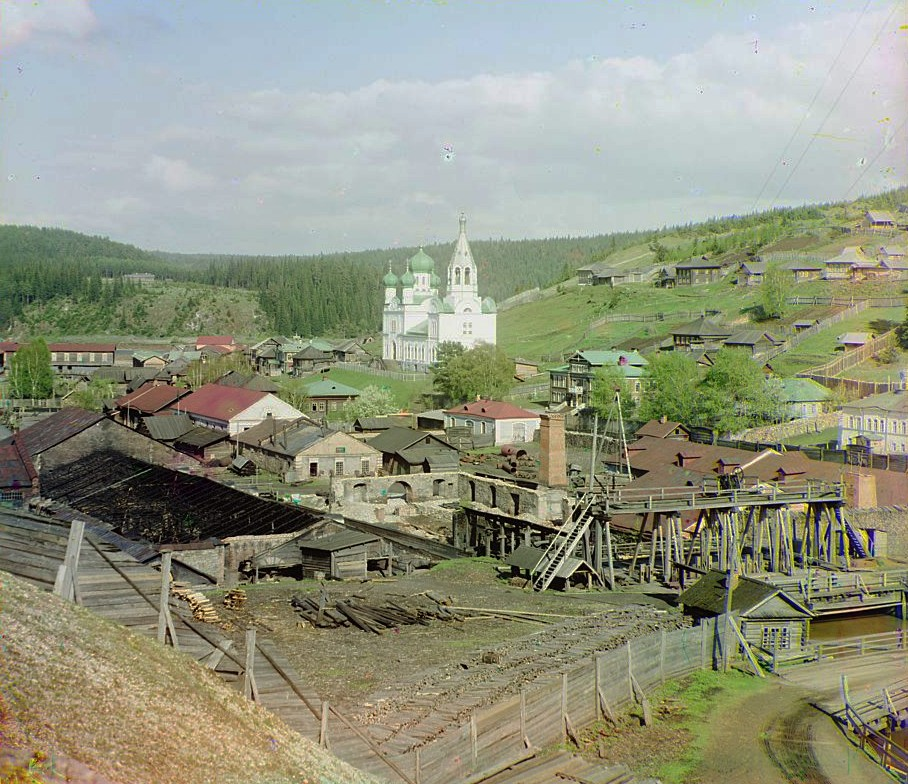
Завод Строганова в Кыне (1910)

С 1907 года проживал преимущественно в Париже и Ницце, где имел виллу Кап-Эстель. В 1915 году в период Первой мировой войны организовал на Добрянском заводе (ныне город Добрянка) производство шрапнели, которую поставлял государству по себестоимости. После революции 1917 года Строганов добровольно передал ключи от дворца и картинной галереи наркому просвещения А. В. Луначарскому и навсегда покинул Россию.
Уже во Франции, в 1919 году, Строганов продал права на свои пермские владения (майорат) предпринимателю Карлу Ярошинскому (1877—1929) за 7 млн французских франков и некую «расписку господ Клягина и Шретера» на ту же сумму. В чём была выгода Ярошинского при покупке имения, которое Строганову на момент продажи уже фактически не принадлежало, неизвестно; возможно, он планировал позже перепродать его американцам или англичанам, но этого не произошло. Последние годы Строганов жил на вилле в Эзе близ Ниццы, где и умер 18 апреля 1923 года. Похоронен на Русском кладбище Кокад.

## Личная жизнь

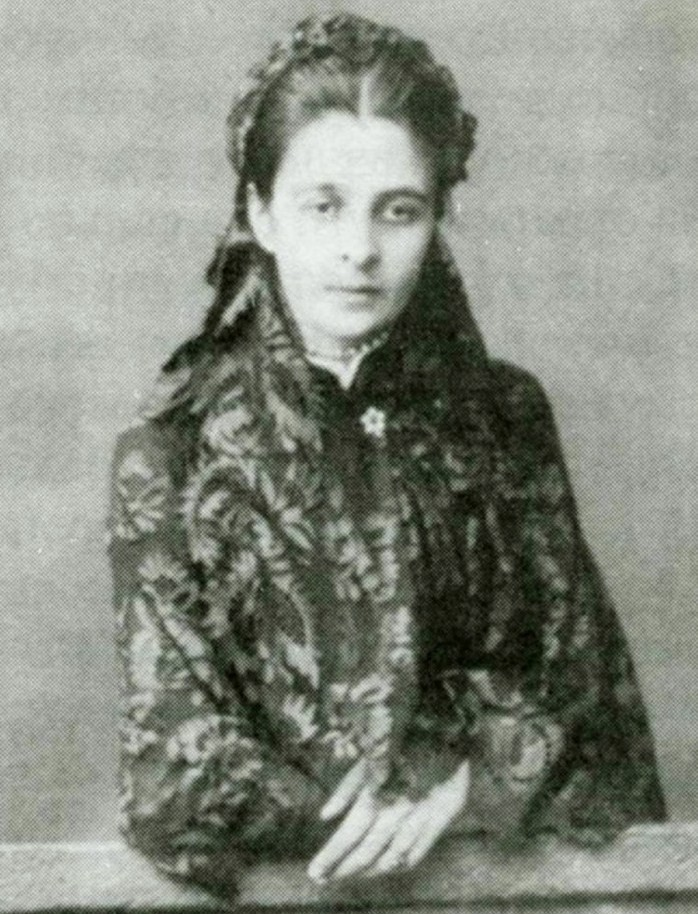
Евгения Александровна

Первая жена (с 18 апреля 1882 года) — княжна Евгения Александровна Васильчикова (03.10.1862 — 10.12.1884), фрейлина двора (16.04.1882), внучка сенатора И. Г. Сенявина и младшая дочь князя А. И. Васильчикова. Потеряв мать во младенчестве, была воспитана отцом. Под влиянием гувернантки м-ль Паксион чуть не перешла в католичество. До женитьбы на ней граф Строганов, нелюдимый и никогда не появляющийся на балах, пережил глубокое чувство к своей двоюродной сестре графине Наталье Толстой, но брак их из-за близкого родства не состоялся. Со временем Строганов стал часто видеться со своей троюродной сестрой княжной Васильчиковой. Их венчание было в Петербурге в Сергиевском соборе. По словам современницы, Евгения Александровна была настоящей красавицей, высокая, стройная, со смуглым цветом лица и южной красотой, напоминающая грацией арабскую лошадь. Она ещё больше похорошела, когда вышла замуж, хотя всегда в ней жила какая-то грусть. Медовый месяц супруги провели в Испании, после жили в Волышово, но там графине все быстро надоело. Она хотела иметь детей, а их у неё не было. По возвращении из второй поездки за границу она вообще уехала из Волышово в разгар псовой охоты. В Петербурге графиня пошла к известному гинекологу, который сделал ей какую-то операцию, после чего у неё произошло заражение крови, и она умерла через месяц с небольшим. Узнав о болезни жены, Строганов тотчас приехал к ней и не отходил от неё до конца. Официально причиной смерти был назван брюшной тиф. После отпевания в церкви Входа Господня в Иерусалим на Знаменской улице прах Строгановой был перевезен в имении Васильчиковых Выбити Новгородской губернии. Там над её могилой граф выстроил теплицу и устроил часовню.
Вторая жена (с 3 марта 1918 года) — Генриетта Роза Ангелина Левьез (Henriette Rose Angelina Levieuze; 08.03.1874—11.02.1960), французская дворянка, гражданская жена Строганова с начала 1900-х годов. В январе 1911 года на её имя граф купил виллу Кап-Эстель в Эзе вместе с участком земли. Умерла в Монако, похоронена рядом с мужем.